# Plerguer
 (décembre 2018).
Plerguer est une commune française rurale située dans le département d'Ille-et-Vilaine en Bretagne et peuplée de 2 871 habitants.

## Géographie
La route de Dol à Dinan traverse d'est en ouest la commune, tout comme la ligne de chemin de fer. Il existe d'ailleurs une ancienne gare et plusieurs maisons de garde-barrière sur le territoire communal.
| Saint-Guinoux | Lillemer    | Roz-Landrieux |
| Miniac-Morvan | Plerguer    |               |
|               | Le Tronchet | Baguer-Morvan |

### Géologie
La partie sud du territoire est composée de bois et d'étangs et la partie nord de zones marécageuses. La nature du sous-sol est pour la plus grande partie granitique. À Saint-Pétreux par exemple, au sud-est de la commune, le granite est bleu.

### Faune et flore
Du point de vue de la richesse de la flore, Plerguer compte parmi les communes du département possédant dans leurs différents biotopes un nombre notable de taxons, soit 459 pour une moyenne communale de 348 taxons et un total départemental de 1 373 taxons (118 familles). Plus que ce nombre, il faut considérer 38 taxons à forte valeur patrimoniale (total de 207) ; 21 taxons protégés et 22 appartenant à la liste rouge du Massif armoricain (total départemental de 237).

### Hydrographie

#### Réseau hydrographique
Pour un article plus général, voir Réseau hydrographique d'Ille-et-Vilaine.
La commune est située dans le bassin Loire-Bretagne. Elle est drainée par le Biez du Meleuc, le Biez Jean, le Meleuc et divers autres petits cours d'eau,.
Le Biez Jean, d'une longueur de 30 km, prend sa source dans la commune de Lourmais et se jette  dans la baie du Mont-Saint-Michel en limite de Saint-Benoît-des-Ondes et de Hirel. 
Le Meleuc, d'une longueur de 20 km, prend sa source dans la commune de Mesnil-Roc'h et se jette  dans Le Biez du Meleuc à Saint-Guinoux, après avoir traversé sept communes. 

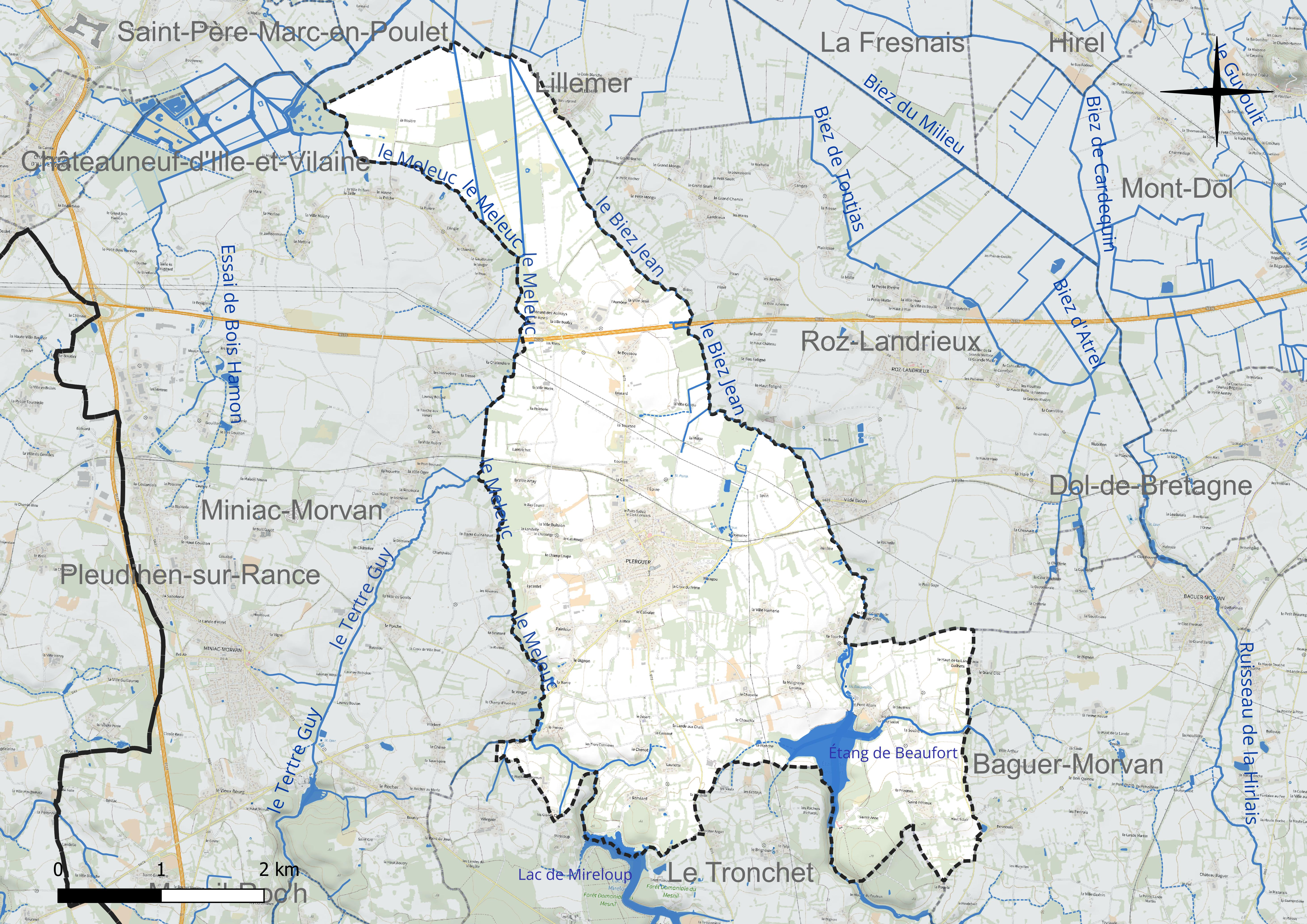
Réseau hydrographique de Plerguer.

#### Zones humides et plans d'eau
Deux plans d'eau complètent le réseau hydrographique : le lac de Mireloup, d'une superficie totale de 22,2 ha (4,28 ha sur la commune) et l'étang de Beaufort, d'une superficie totale de 28,6 ha (28,63 ha sur la commune),.
Ces deux étangs étaient reliés par une canalisation directe à l'usine de traitement de Beaufort et le sont maintenant séparément pour des raisons de sécurité. La sécheresse de l'année 2011 a fait qu'au mois de novembre de cette année, les deux étangs ne représentaient qu'une réserve d'eau de 300 000 m3 à eux deux, ce qui attira les curieux. C'est un lieu de pêche où l'on trouve anguilles, brochets, carpes, gardons, perches et sandres.
En 1420, le duc Jean V, fait réaliser des travaux de canalisation des eaux des marais de la partie nord du territoire et dont le canal principal reçoit son nom en hommage. La responsabilité de l'entretien des canaux incombe au seigneur de l'Aumône, qui est Pierre Franchet au XVIe siècle. Ce marais de la Rosière était des terres communes que se disputèrent les cinq communes avoisinantes. Les terres furent déclarées à la commune de Plerguer par décision de justice. Elles furent louées pour faire paître du bétail et l'argent permit de faire réparer l'église et l'école. Des travaux furent réalisés en 1911-1912, divisant l'ensemble en parcelles, avec des petits fossés et canaux, dont les bords furent plantés de peupliers

### Climat
Pour des articles plus généraux, voir Climat de la Bretagne et Climat d'Ille-et-Vilaine.
En 2010, le climat de la commune est de type climat océanique franc, selon une étude du CNRS s'appuyant sur une série de données couvrant la période 1971-2000. En 2020, Météo-France publie une typologie des climats de la France métropolitaine dans laquelle la commune est exposée à un climat océanique et est dans la région climatique  Bretagne orientale et méridionale, Pays nantais, Vendée, caractérisée par une faible pluviométrie en été et une bonne insolation. Parallèlement l'observatoire de l'environnement en Bretagne publie en 2020 un zonage climatique de la région Bretagne, s'appuyant sur des données de Météo-France de 2009. La commune est, selon ce zonage, dans la zone « Intérieur », exposée à un climat médian, à dominante océanique.  
Pour la période 1971-2000, la température annuelle moyenne est de 11,7 °C, avec une amplitude thermique annuelle de 12 °C. Le cumul annuel moyen de précipitations est de 693 mm, avec 11,8 jours de précipitations en janvier et 6,5 jours en juillet. Pour la période 1991-2020, la température moyenne annuelle observée sur la station météorologique la plus proche, située sur la commune de Pleurtuit à 17 km à vol d'oiseau, est de 11,9 °C et le cumul annuel moyen de précipitations est de 752,0 mm,. Pour l'avenir, les paramètres climatiques de la commune estimés pour 2050 selon différents scénarios d'émission de gaz à effet de serre sont consultables sur un site dédié publié par Météo-France en novembre 2022.

## Urbanisme

### Typologie
Au 1er janvier 2024, Plerguer est catégorisée bourg rural, selon la nouvelle grille communale de densité à sept niveaux définie par l'Insee en 2022.
Elle appartient à l'unité urbaine de Plerguer, une unité urbaine monocommunale constituant une ville isolée,. Par ailleurs la commune fait partie de l'aire d'attraction de Saint-Malo, dont elle est une commune de la couronne,. Cette aire, qui regroupe 35 communes, est catégorisée dans les aires de 50 000 à moins de 200 000 habitants,.

### Occupation des sols
L'occupation des sols de la commune, telle qu'elle ressort de la base de données européenne d'occupation biophysique des sols Corine Land Cover (CLC), est marquée par l'importance des territoires agricoles (82,2 % en 2018), en diminution par rapport à 1990 (87 %). La répartition détaillée en 2018 est la suivante : 
terres arables (38,9 %), prairies (23,6 %), zones agricoles hétérogènes (19,8 %), forêts (9,3 %), zones urbanisées (6,8 %), eaux continentales (1,7 %). L'évolution de l'occupation des sols de la commune et de ses infrastructures peut être observée sur les différentes représentations cartographiques du territoire : la carte de Cassini (XVIIIe siècle), la carte d'état-major (1820-1866) et les cartes ou photos aériennes de l'IGN pour la période actuelle (1950 à aujourd'hui).

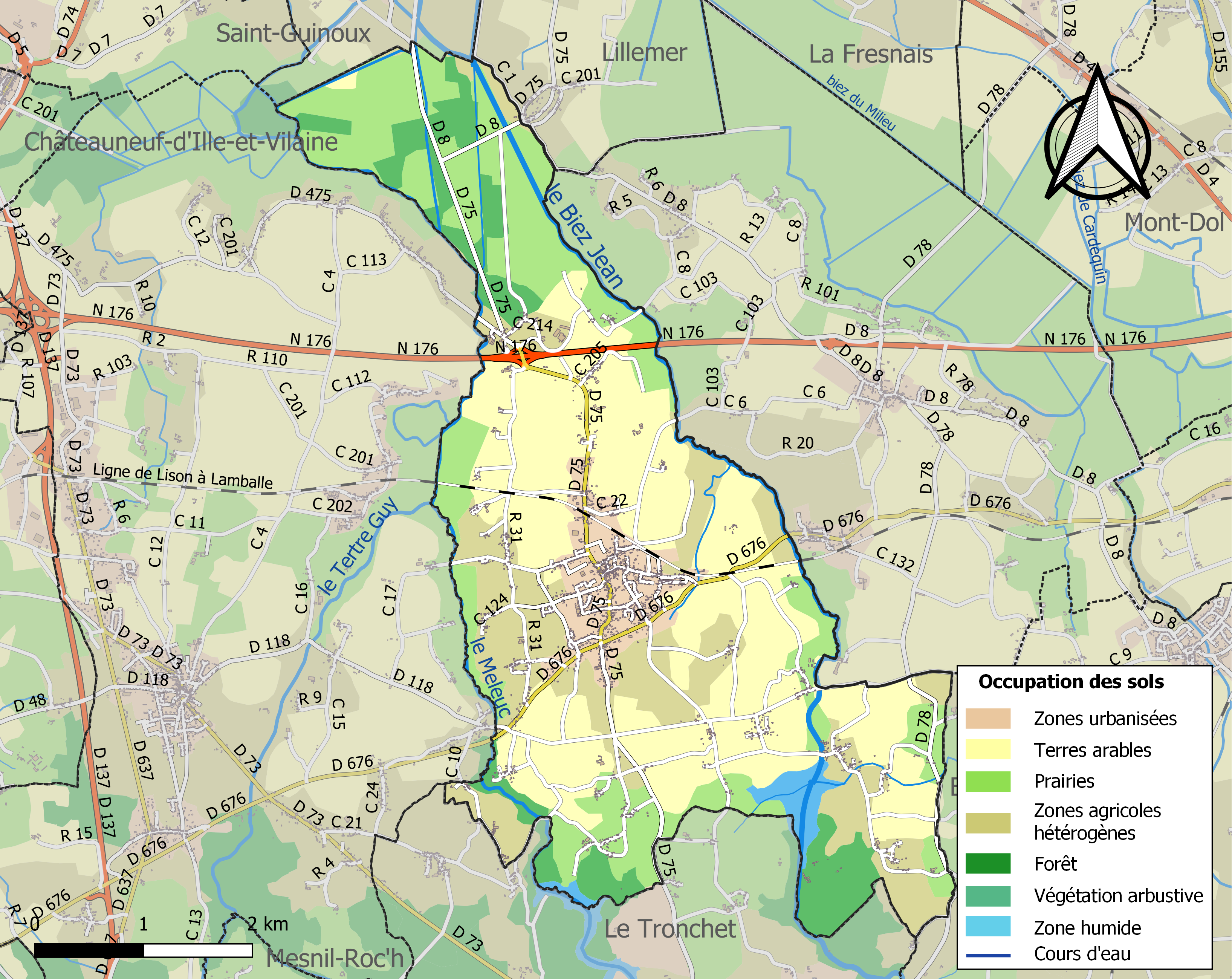
Carte des infrastructures et de l'occupation des sols de la commune en 2018 (CLC).

### Villages, hameaux, écarts, lieux-dits
Liste non exhaustive :
- l'Aumône
- la Barre
- Bas-Courtil
- Beaufort
- Bellêtre
- le Bignon
- le Boussou
- le Calvaire
- le Casseret
- le Cas Rouge
- la Chapelle
- le Champ Coupé
- le Chauchix
- le Chenot
- les Coignets
- la Croix du Frêne
- le Désert
- le Domaine
- l'Épine
- la Folettrie
- la Lande au Chat
- la Lande aux Guibets
- la Landelle
- Lantrichet
- Launette
- Lessard
- Loriette
- Loumas
- Lycastel
- la Gare
- le Grand-Clos
- Haut-Éclair
- Maison-Neuve
- Matagou
- le Mesnil des Aulnays
- Mezeray
- Mireloup
- la Moignerie
- la Motte
- Painfour
- le Pas Pecé
- la Planche
- le Perray
- le Pont Allain
- Rohéard
- la Prioté
- le Puits Saliou
- la Rosière
- Saint-Pétreuc
- Sevin
- la Soulière
- Sous la Haie
- la Touesse
- la Touche
- les Trois Cornières
- Tuly
- Vallet
- Vildé-Bidon
- la Ville Artay
- la Ville Boulay
- la Ville Buisson
- la Ville Jean
- la Ville Gorioux
- la Ville Hamerie
- la Ville Morin
- la Ville-Neuve

## Toponymie
Le nom de la localité est attesté sous les formes Plebem Arcar au VIIIe siècle, Ploargar en 1383, Plouarguer en 1181, Plerguer en 1516[réf. nécessaire].
Du vieux-breton ploe (d'un plus ancien ploiv / ploev) > breton plou, issu du latin plebs et d'un nom de personne Arcar du vieux breton aer- (« fort, vigoureux ») et de -car (« ami, parent »). « La paroisse d'Arcar ».[réf. nécessaire]
Pleryé en gallo.

## Histoire
La paroisse de Plerguer faisait partie du doyenné de Dol relevant de l'évêché de Dol et était sous le vocable de Saint-Sauveur puis Saint-Augustin. Il semble qu'elle existait déjà au IXe siècle puisque mentionnée par l'évêque Bili dans un manuscrit de cette époque, consacré à la vie de saint Malo. Maclou passant en effet par ce lieu au VIIe siècle appelé Arcar. Au XVIIe siècle, la paroisse fait partie de l'archidiaconé de Dol.

### Préhistoire
Des pétroglyphes furent découverts par le R.P. Barbotin, à proximité du château de Beaufort à Saint-Pétreux.

### Antiquité
Des gisements gallo-romains furent mis au jour en différents points du territoire : Bellêtre, au Désert, à Painfour, Vallet, la Chapelle, au Tuly, à Lessard et Mezeray. La voie romaine de Corseul à Avranches passait par la commune par les écarts de la Barre, la Chapelle, la Touche.

### DuXIIeauXIVesiècle
En 1181, l'enquête des droits temporels de l'archevêché de Dol, désigne la paroisse de Ploagar dans ses textes. Les trois cinquièmes des terres de cette paroisse relèvent du régaire, territoire temporel non enclavé de l'évêché de Dol. Le reste du territoire dépend des seigneuries de Combourg et de Châteauneuf.
Puis l'archevêque détachera de son régaire un territoire qu'il remettra à son frère Rivallon, avec mission de défendre l'archevêché de Dol, et la frontière nord-est de Bretagne. Territoire qui formera par la suite le comté de Combourg. Le fief de Beaufort est alors rattaché à ce comté.
En 1222, Jean, évêque de Dol, ratifie une donation faite à l'abbaye Notre-Dame du Tronchet des dîmes possédées à Plerguer par Guillaume Bienaimé, en route pour la Palestine. Alain de Beaufort fait en 1222, don des dîmes de Taden aux moines du prieuré Saint-Malo de Dinan, acte scellé de son sceau. Il reconnaît en 1226 et 1247, qu'il devait fournir pour l'armée de l'évêque de Dol, un chevalier pour sa terre de Beaufort. Puis le fief de Beaufort appartient à Briand Ier de Châteaubriant (+ après 1301, il est le fils cadet de Geoffroy V, baron de Châteaubriant). Il a épousé en 1251, Jeanne de Beaufort, seule et unique héritière du fief. Leur fils Guy de Châteaubriant-Beaufort sera conseiller du duc de Bretagne. Geoffroy VII de Châteaubriant est baron de Châteaubriant, mais aussi seigneur du Désert et autres lieux. En 1314, Guillaume de Joyeux, son épouse Stacie et leur fils Théobald, cèdent toutes les dîmes qu'ils possèdent dans la paroisse, à l'abbaye du Tronchet.
Parmi les usages et obligations des moines, nous noterons que le Jeudi Saint, ils lavaient les pieds à treize pauvres et donnaient à chacun d'eux un pain de trois livres, un hareng blanc et trois sols de monnaie. À Noël, ils fournissaient une charretée de paille pour étendre dans l'église de Plerguer pour la messe de minuit. À Pâques, ils donnaient une buce de vin breton que l'on distribuait aux fidèles après la communion. À la Trinité, ils faisaient partager 60 boisseaux de seigle entre les pauvres de la paroisse. Ils étaient à la fois les seigneurs et les bienfaiteurs de la paroisse.
Vers 1380, Briand II ou Bertrand de Château briant-Beaufort, épouse Tiphaine du Guesclin, fille de Pierre II.

### DuXVeauXVIIIesiècle
Briand III de Château briand-Beaufort qui décéda le 8 juillet 1462 était seigneur de Beaufort et du Plessis-Bertrand, amiral de Bretagne qui battit les Anglais au Mont-Saint-Michel le 16 juin 1425, chambellan du roi Charles VII et chambellan du duc de Bretagne, François Ier de Bretagne, depuis 1439. Le duc accorda à son chambellan en 1446, le droit de tenir une foire annuelle au bourg de Plerguer. Briand était fondateur de l'église de Plerguer.
La dernière héritière de Beaufort fut Renée de Château briant-Beaufort, mariée à plusieurs reprises sans postérité et qui décéda en son manoir de Gardisseul à Plestan, le 28 mai 1683. En 1675, Gouyon II, le seigneur de Touraude à Baguer-Morvan, achète la terre de Beaufort, à Maurille de Fordanz. En 1723, toutes les messes fondées dans la chapelle du manoir de Touraude furent célébrées à partir de cette date dans celle du château de Beaufort.
Les dîmes de la paroisse sont au bénéfice de l'abbaye Notre-Dame du Tronchet. L'abbaye possède sur cette paroisse le prieuré Saint-Lunaire de La Barre de Plerguer et le prieuré Saint-Pétreuc de Plerguer, ce dernier tenu par frère Maurice de Chasné (1556) et dom Claude Turmenie (1687). L'abbaye possède les grands bailliages du Tronchet en Plerguer, le Petit-Bailliage et le bailliage de Rohiart en Plerguer.
En 1480 on compte parmi les fondataires de la paroisse, dix-huit nobles de Plerguer : François Cadiou: défaillant ; François de Guyte dit Aumesnil (1 000 livres de revenu), comparaît comme homme d'armes ; Rolland de la Bouëxière de Lupus ; Gilles de la Chapelle du Tertre (12 livres de revenu : porteur d'une brigandine, comparaît comme archer ; Pierre de la Chapelle : défaillant ; Raoul de la Moutelière de Ville Gouriou : porteur d'une brigandine, comparaît comme archer ; Olivier de Launay : défaillant ; Les héritiers : Geoffroy de Parthenay: défaillants ; les héritiers Geoffroy de Pensou : défaillants ; Maître Bertrand de Porçon : défaillant ; Antoine de Vaucler : porteur d'une brigandine, comparaît armé comme jusarme ; Guillaume de Vauclair de Chapel Vaucler : porteur d'une brigandine, comparaît comme archer ; Dame veuve de Vaucler de la Chapelle : défaillante ; Alain Foulgeroy de Belestre (20 livres) de revenu remplacé par son fils Bonnabès : porteur d'une brigandine, comparaît armé d'une jusarme ; Rolland Genest (25 livres) de revenu : porteur d'une brigandine, comparaît armé d'une jusarme ; Jehan Lourel (7 livres de revenu) : défaillant ; Geoffroy Saliou de la Touche : porteur d'une brignadine, comparaît armé d'une jusarme ; Guillaume Saliou de Villmorin : porteur d'une brigandine, comparaît armé d'une jusarme.
Au XVIIe siècle, l'abbé du Tronchet, discuta les prééminences dans l'église paroissiale, au seigneur de Beaufort. Mais en 1542, François de Châteaubriant-Beaufort avait obtenu de l'évêque de Dol confirmation de ses privilèges.

### XVIIIesiècle, La Révolution
En 1715, trois jeunes femmes fondent une école de filles sur la paroisse. Il s'agit de : Julienne Tardivet, Renée Lecorvaisier et Jeanne Guinguené et deux ans plus tard, elles se donnèrent entre elles tous leurs biens afin de pouvoir continuer à faire fonctionner leur école après leur mort, assurant des rentes et souhaitant que les autorités religieuses fassent mettre en place des maîtresses après leur disparition. Car elles assumaient les cours toute seule.
Verra au château de Beaufort, l'arrestation en son château de Beaufort, de Luc Jean Joseph Gouyon de Beauvais-Tourade et Beaufort, comte de Beaufort, compromis dans la Conjuration de l'Association bretonne, commandée par de Armand Tuffin de La Rouërie. Déféré au Tribunal révolutionnaire par Le Carpentier, il fut guillotiné avec le groupe de Malouins désigné sous le nom de : l'échantillon le 2 messidor an II, soit le 20 juin 1794, il était âgé de 69 ans et sera inhumé au cimetière de Picpus, ou quelque temps auparavant fut inhumé son gendre également guillotiné : Locquet de Granville.

### DuXIXeauXXIesiècle
- 16 avril 1826 : la chapelle de l'abbaye du Tronchet fut érigée en paroisse.
- 5 juin 1953 : la paroisse du Tronchet fut érigé en commune.

Luc Jean Joseph Gouyon de Beauvais, (1725-1794) est comte de Beaufort et père de Félix Alexandre Victor, maire de Plerguer et père du comte Gustave Marie Gouyon de Beaufort, (1813-1890) qui fut également maire de Plerguer pendant quarante-et-un ans et qui eut deux fils : Xavier Louis Marie Félix, marquis de Beaufort (1854-1945), décédé à Beaufort à l'âge de 90 ans et Louis Florian Marie Auguste Gouyon de Beaufort, comte de Beaufort (1856-1934).
Pendant la guerre 1939-1945, le château servit de refuge en août 1943 au maquis de Saint-Yvieux, qui n'étant plus en sûreté dans cet abri provisoire, trouva refuge dans une bergerie en forêt de Mesnil. Les maquisards furent remplacés en octobre 1943, par les élèves les plus jeunes du collège de Saint-Malo avec quelques prêtres pour l'encadrement et quelques jeunes séminaristes planqués là pour échapper au STO en Allemagne.

### Héraldique
L'héraldique de la commune rappelle par le cheval cabré la dépendance aux haras d'Hennebont, les productions de pommes de terre et de cerises appelées les « badious ».
| Armes de Plerguer | Le cheval cabré, les bouquets de trois cerises et les feuilles d'aulne symbolisent le blason de Plerguer. |

## Politique et administration

### Administration de l'Ancien Régime
Bailliages
- Bailliage de Rohiart, en Plesguer
- Grand Bailliage du Tronchet, en Plesguer
- Petit Bailliage du Tronchet, en Plesguer

Curés
- 1509 - Etienne Grognez (rendit aveu à cette date à Guillaume de Châteaubriand, seigneur de Beaufort, pour le presbytère de Plerguer qu'il tenait de lui «  à debvoir de foy, hommages, prières et oraisons »
- 1559 - G. Guéhéneuc, résigna à cette date
- 1559 - André Brouessin, pourvu à cette date
- 1588 - N... Le Roy
- 1590 - Guillaume Robidou, décédé en 1605
- 1605 - Pierre Boutevilain, pourvu cette année-là, il rendit aveu au sire de Beaufort en 1631
- 1645 - Charles Boutevilain, il fit de même à cette date
- 1651 - Bertrand Le Roy, rendit aveu en 1651 et assista en 1659, à la bénédiction de la première pierre de la nouvelle église de l'abbaye Notre-Dame du Tronchet.
- 1679 - Melchior de Pugnaire, décédé en 1686
- 1686 - Pierre Fanlou
- 1698 - N..., il fit enregistrer ses armoiries à cette date:« d'or à deux pals de sable »
- 1699 - Jean Orgery, rendit aveu cette année là au seigneur de Beaufort.
- 1710 - Marc Labouret, prêtre de Vannes, pourvu en cour de Rome, prit possession le 8 janvier et 21 mai 1710, décédé en 1729
- 1729 - Dominique Havard, prêtre de Nantes, pourvu en cour de Rome, prend possession le 12 septembre 1729, décédé en 1735
- 1735 - Jean Douineau, prêtre de Nantes, pourvu en cour de Rome, prit possession le 27 novembre 1735, décédé en 1762
- 1762 - François-Jean de Beauvais, prêtre de Saint-Malo, pourvu le 11 décembre 1762, il prit possession le 14, décédé en 1767.
- 1767 - Alexis Yvert, prêtre de Dol, pourvu en cour de Rome, prit possession le 15 décembre 1767, il restera en poste jusqu'à la Révolution. Il déclara un revenu brut de sa cure pour une somme de 1 065 livres, avec 595 livres de charges, ce qui lui laisse un revenu net de 470 livres.
- 1803 - Pierre-Julien Levrel, décédé en 1806
- 1806 - Augustin Delalande, décédé en 1834
- 1834 - François Bertré
- 1853 - Pierre Moulin, décédé en 1868
- 1868 - Pierre Brault
- 1875 - Henri Durant
- 1878 - Charles Havouis.

### Jumelages
- Lette (Coesfeld) (Allemagne) depuis 1968[37].

Lette est une ancienne commune de Rhénanie-du-Nord-Westphalie intégrée à la ville de Coesfeld le 1er janvier 1975.

## Démographie
L'évolution du nombre d'habitants est connue à travers les recensements de la population effectués dans la commune depuis 1793. Pour les communes de moins de 10 000 habitants, une enquête de recensement portant sur toute la population est réalisée tous les cinq ans, les populations de référence des années intermédiaires étant quant à elles estimées par interpolation ou extrapolation. Pour la commune, le premier recensement exhaustif entrant dans le cadre du nouveau dispositif a été réalisé en 2007.
En 2022, la commune comptait 2 871 habitants, en évolution de +7,97 % par rapport à 2016 (Ille-et-Vilaine : +5,46 %, France hors Mayotte : +2,11 %).
En 1700, la population était de 2900 habitants
| 1793  | 1800  | 1806  | 1821  | 1831  | 1836  | 1841  | 1846  | 1851  |
| ----- | ----- | ----- | ----- | ----- | ----- | ----- | ----- | ----- |
| 3 100 | 2 504 | 2 588 | 2 807 | 2 856 | 2 806 | 2 844 | 3 057 | 2 965 |

| 1856  | 1861  | 1866  | 1872  | 1876  | 1881  | 1886  | 1891  | 1896  |
| ----- | ----- | ----- | ----- | ----- | ----- | ----- | ----- | ----- |
| 3 026 | 3 123 | 3 004 | 2 905 | 2 909 | 2 951 | 2 875 | 2 985 | 2 931 |

| 1901  | 1906  | 1911  | 1921  | 1926  | 1931  | 1936  | 1946  | 1954  |
| ----- | ----- | ----- | ----- | ----- | ----- | ----- | ----- | ----- |
| 2 852 | 2 911 | 2 915 | 2 583 | 2 461 | 2 555 | 2 451 | 2 431 | 1 514 |

| 1962  | 1968  | 1975  | 1982  | 1990  | 1999  | 2006  | 2007  | 2012  |
| ----- | ----- | ----- | ----- | ----- | ----- | ----- | ----- | ----- |
| 1 581 | 1 552 | 1 682 | 1 749 | 1 853 | 1 772 | 2 125 | 2 175 | 2 412 |

| 2017  | 2022  | - | - | - | - | - | - | - |
| ----- | ----- | - | - | - | - | - | - | - |
| 2 722 | 2 871 | - | - | - | - | - | - | - |

## Activités commerciales
Autrefois, l'activité dominante était l'agriculture. Il n'existait que peu de tissage de toiles, bien que le village produisait du fil de chanvre. Les marins n'étaient pas non plus très nombreux.
Aujourd'hui, les ressources sont les pommes de terre et les cerises Badious.

## Personnages illustres
B. Robidou est né au Bas-Courtil à Plerguer (Ille-et-Vilaine) le 16 novembre 1818 comme Fils de cultivateur.
Il entre à 12 ans à l'institut des Frères de l'instruction chrétienne à Ploërmel où il se fait remarquer par sa vive intelligence.
De 1845 à 1849 il fut instituteur communal à Saint-Benoit-des –Ondes ; mais, en 1849, sous le ministère Falloux,  ses idées républicaines l'opposèrent aux cléricaux, l'obligeant à poursuivre sa carrière dans une école privée jusqu'en 1851, date à laquelle il donna sa démission de l'Education nationale. Pendant cette période il fut conseiller municipal de cette commune et s'adonna librement à son goût pour la littérature.
On lui doit entre autres : 	
-       "Histoire et Panorama d'un beau pays ou St Malo, St Servan, Dinan, Dol et ses environs «   (1853-1856), 
-	"La République de Platon comparée aux idées et aux Etats Modernes " (1869),des poèmes, et de nombreux romans historiques et pièces de théâtre. Il est membre de la Société des Gens de Lettres.
En 1851, il se tourne vers le journalisme, collabore à L'Union Malouine et Dinannaise, puis devient directeur fondateur de " L'Union-des-Deux-Villes " (St Malo et St Servan) en 1858.
Le 2 juin 1870, il fonde " L'Avenir de Rennes ", journal militant républicain et libéral, quotidien de tendance catholique, dont il est le rédacteur en chef jusqu'en 1890. 
L' « Avenir » sera un outil destiné à diffuser ses idées politiques et soutenir le parti républicain d'Ille-et-Vilaine en créant un certain nombre de comités d'action. Il combat avec énergie les empiétements du clergé sans attaquer les croyances religieuses. Son influence en Bretagne est considérable, et c'est en partie grâce à sa propagande active que la République doit les succès électoraux qu'elle a obtenus en Ille-et-Vilaine, et les progrès qu'elle y a fait.
Waldeck-Rousseau s'inscrit au barreau des avocats de Rennes en 1873 et participe alors à la rédaction du journal ; il va devenir un des fervents amis de Robidou et va plaider en faveur des associations pourchassées. Très proche de la politique, en 1879 il est élu sur la liste de L'Union Républicaine à la chambre des députés. En novembre 1881, Waldeck-Rousseau est nommé ministre de l'Intérieur du cabinet Gambetta, et le 15 juillet 1883, il décore de la croix de la Légion d'Honneur Bertrand Robidou à Rennes, pour service rendu à la République. 
A l'occasion du centenaire de la Révolution Française, Bertrand Robidou publie 'Une histoire du clergé sous la Révolution' et se montre partisan de la 'Séparation de l'Eglise et de l'Etat' ('Future Loi de 1905').
Bertrand Robidou meurt à Rennes en 1897 et est enterré au Cimetière du Nord.
Le 26 juin 1899, Waldeck-Rousseau devient Président du Conseil et fait aboutir la grande Loi de liberté dont ils rêvaient ensemble. 
Le projet de loi relatif au contrat d'association est déposé en novembre 1899 et, la loi 1901 dite des « 'Associations' »  sera promulguée le 1er juillet 1901. Waldeck-Rousseau, malade, décède en 1904 avant l'inauguration du buste de B. Robidou qui avait été commandé par tous ses amis en 1897.
A Plerguer, le 11 octobre 1908, M. Caillaux, Ministre des Finances sous le gouvernement de G. Clémenceau, a  inauguré le monument élevé au journaliste républicain  Bertrand Robidou.
Extraits d'allocutions :
M. Berthaut, Président du comité du monument, va retracer la vie de Bertrand Robidou, en insistant sur l'attitude incorruptible de cet instituteur devenu journaliste, pionnier de l'idée républicaine dans le département d'Ille-et-Vilaine,  en particulier partisan de la séparation de l'Eglise et de l'Etat. Puis il fait l'éloge de l'écrivain et rend un hommage au républicain que fut Robidou.

M. Robert H. Surcouf, Député-Maire de Plerguer,               
« C'est dans le beau pays qu'il a chanté et glorifié, c'est dans la commune qui l'a vu naître qu'il convenait d'édifier un monument qui perpétue le souvenir de Bertrand Robidou. Son esprit indépendant, sa haute conscience, sa tendance au libéralisme, devaient vite lui rappeler qu'enfant du peuple, il se devait avant tout au peuple et, par voie de logique, à la République, qui détient toutes ses espérances et qui suivant la forte expression de M. Clemenceau à Rennes ne vient pas d'en haut mais d'en bas.
Aujourd'hui, le bronze et le granit, le beau granit des tertres du Tronchet, lèguent à la postérité son nom et sa réputation de penseur et de républicain. Il était profondément patriote, parce qu'il était vraiment républicain… ». 
M. Caillaux, Ministre des Finances, « Bertrand Robidou était avant tout et par-dessus tout une conscience. »
Il m'est apparu que toutes les grandes idées, il les a obstinément défendues. 
Ce qui le préoccupait par-dessus tout, c'est la formule : 

Faire «l'éducation du peuple par le peuple».
Robidou avait compris qu'on ne peut organiser une démocratie qu'en grandissant les hommes, qu'en leur apprenant leurs droits, leurs devoirs. 
Il comprenait que la République qui est un gouvernement du peuple par le peuple, ne vaut que par ce que vaut ce peuple lui-même. 
Il affirmait que c'est au peuple qu'il appartient de faire son avenir, de faire le régime, de faire les lois, et que pour arriver aux lois de progrès, progrès moral et progrès social, il faut d'abord pétrir des intelligences, des cerveaux, faire des hommes dans le sens élevé du mot… ».

## Lieux et monuments

### Bâtiments religieux

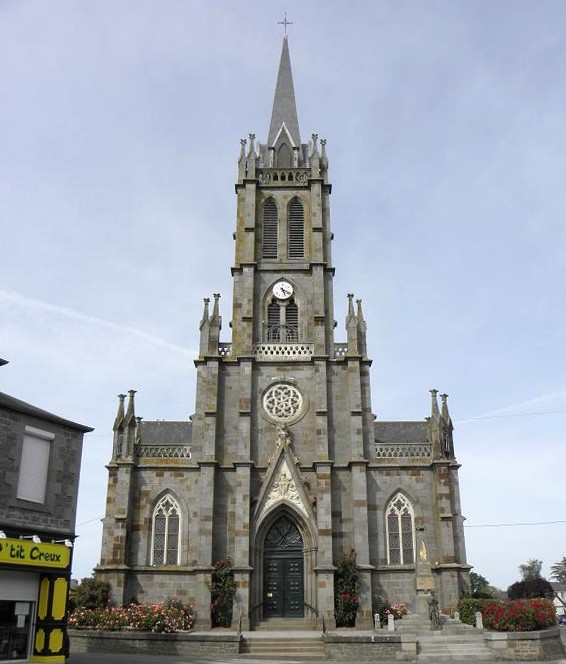
L'église paroissiale de Plerguer.

- L'église paroissiale Sainte-Trinité-et-Saint-Augustin édifiée au XIXe siècle par l'architecte Bézier-Lafosse.
- Monastère Notre-Dame de Beaufort, abrite depuis 1963, une communauté de moniales dominicaines affiliée à la Fédération Notre-Dame des Prêcheurs, dans un ancien château du XVIIe siècle qu'elles ont entièrement restauré.
- Prieuré de Saint-Pétreuc, au village de ce nom, dépendait du Tronchet.
- Prieuré Saint-Lunaire de la Barre, aujourd'hui disparu, appartenait à l'abbaye Notre-Dame du Tronchet.
- Chapelle Saint-Lunaire, ancienne chapelle, dépendance du prieuré de la Barre, elle se trouvait au village de la Barre et relevait de l'abbaye Notre-Dame du Tronchet.
- Chapelle Le Désert, ancienne chapelle sur la route de Baguer-Morvan à Miniac-Morvan.
- Chapelle de Vauclair, ancienne chapelle dépendant du manoir de Vauclair. Les épousailles de Jean Guéhéneuc, seigneur de La Barre y furent célébrées en 1578, avec Jeanne du Breil[28].
- Chapelle du Haut-Mesnil (1875), construite par Adolphe Surcouf, maire de Plerguer de 1865 à 1871, de style ogival, elle est octogonale. Elle fait partie du château du Haut-Mesnil (Malouinière).
- Abbaye Notre-Dame du Tronchet, jadis de cette paroisse.
- Croix de chemin, rue du Champ-Jouan.
- Croix de chemin, rue de Saint-Malo.
- Croix de chemin à Beaufort.
- Croix du château de Beaufort, du XVIe siècle, sur la face antérieure, le Christ crucifié et sur la face postérieure une pietà. Elle se trouvait autrefois au cimetière de Roz-Landrieux et fut donné par le curé de ce lieu au seigneur de Beaufort pour le remercier de ses dons pour la réfection de la toiture de l'église.
- Croix de chemin, au Coignets.
- Croix de chemin, à la Croix du Frêne ou Fresne, croix de Malte du Moyen Âge.
- Croix de chemin, au Désert.
- Croix de chemin, au Domaine.
- Croix de chemin, à Lycastel.

### Bâtiments civils
- Pierre du Domaine : menhir à la Soulière, en granit bleu d'une hauteur de 4,50 m. La légende dit:« que la pierre aurait surgi de terre au moment où deux frères se battaient l'un contre l'autre. Ils étaient les seuls survivants d'une bataille et la pierre les arrêta dans leur lutte acharnée »[42]. Classé Monument historique en 1889[43].
- Château de Beaufort (Plerguer), ancien château seigneurial, aujourd'hui communauté religieuse.
- Château de Haut-Mesnil, (Malouinière), propriété de la famille Adolphe Surcouf, maire de Plerguer de 1865 - 1871 et de Robert Henri Surcouf, Député-Maire pendant 29 ans. Possède une chapelle octogonale. À proximité de cette demeure, une pierre nommée Château du Diable.
- Château du Bas-Mesnil, propriété de la famille de Châteaubriant.
- La chèvrerie du Désert est un parc animalier privé et payant où l'on peut voir des chèvres bien sûr, mais aussi des moutons, des baudets du Poitou et des cochons du Viêt Nam.
- Ancienne gare de Plerguer, à la gare.
- Maison de garde-barrière, à la gare.
- Pont à la Landelle.
- Pont à la Rosière.
- Pont à Vildé-Bidon.
- Pont à la Ville d'Artay.
- Pont à la Ville Jean.
- Pont à la Ville Boulay.
- Four à chaux, à Beaufort.
- Motte à Beaufort.
- Manoir de l'Aumône.
- Manoir de Belestre, route de Dol-de-Bretagne, propriété de la maison de Châteaubriant, en 1513.
- Manoir du Bignon, sur la route de Lanhélin, au Penneleuc en 1513.
- Manoir du Lessart, route de Saint-Guinoux, propriété des de Lanvallay en 1513.
- Manoir de la Motte ou aussi : manoir de la Motte-Choursin, route de Saint-Guinoux, appartenait aux le Sage en 1513.
- Manoir du Grand-Lantrichet, route de Saint-Guinoux, propriété des Guéhéneuc en 1513.
- Manoir du Petit-Lantrichet, route de Saint-Guinoux, propriété des le Saicher et des le Sage en 1513.
- Manoir de la Moignerie, aux Visdegrain, en 1513.
- Manoir de Sevin (Seven), aux Bouthier en 1513.
- Manoir de la Poterie, propriété de la famille de la Chapelle, en 1513.
- Manoir de la Prioté.
- Manoir du Puis-Salliou, sur la route de Saint-Guinoux, a appartenu en 1513 à la famille de Salliou.
- Manoir des Rochards, sur la route de Lanhélin, aux Hindré en 1420, puis aux Châteaubriant en 1513.
- Manoir de la Touche, aux Salliou puis aux le Guen en 1513.
- Manoir de la Tessonière, route de Lanhélin, aux Cherrueix, seigneurs de la Jugandière en 1513.
- Manoir du Tertre-Fin, route de Miniac-Morvan, à Lanhélin.
- Manoir de la Ville Morin, aux Salliou en 1513.
- Manoir de la Ville Gouron, ou Goriou sur la route de Saint-Guinoux, aux Uguet, seigneur de Larchez, puis à Raoul de la Montelière en 1513, par héritage. Il est porteur d'une brigandine et comparaît en archer[44], il porte: d'argent au frêne de sinople, le tronc chargé d'un lièvre de sable, (armorial de 1696).
- Buste de Bertrand Robidou, élevé devant la mairie le 11 octobre 1908.

## Personnalités liées à la commune
- Bertrand Robidou, (1818-1897), né au village de Bas-Courtil, écrivain ; journaliste politique, fondateur du journal L'Avenir de Rennes (1871-1890), chevalier de la Légion d'honneur, décédé à Rennes ;
- Olier Mordrel (1901-1985), nationaliste breton ;
- Auguste Fouillet de Dol, résistant du maquis de Saint-Yvieux, arrêté sur dénonciation à Plerguer le 19 décembre 1943, déporté à Buchenwald, matricule 43830, puis à Dora, est revenu ;
- Joseph Aubry, adjoint au maire, résistant du maquis de Saint-Yvieux ;
- François Guillotel, boucher à Plerguer, résistant du maquis de Saint-Yvieux.